# 蒂伯·赫夫勒
蒂伯·赫夫勒（匈牙利語：Tibor Heffler；1987年5月17日—）是一位匈牙利足球運動員。在場上的位置是中場。他現在效力於匈牙利足球甲級聯賽球隊維迪奧頓足球俱樂部。他也代表匈牙利國家足球隊參賽。